# Danske Kvinders Forsvarsforening
Danske Kvinders Forsvarsforening (DKF) var en dansk frivillig försvarsorganisation  som bildades 1907 i samband med ökande politiska och militära spänningar inom Europa, främst på grund av Tysklands upprustning. Föreningens främsta mål var att stärka Danmarks militära försvar genom upprustning av de väpnade styrkorna då man menade att det för Danmarks del var det enda sättet att bevara freden. Runt år 1913 hade föreningen c:a 50 000 medlemmar, vilka bl.a. skaffade fram ammunition och kläder till de frivilliga skyttekårerna. Bland föreningens mest framträdande grundare var de konservativa politikerna Ellen Branth och Helga Charlotte Norrie. Föreningen var från början partipolitiskt och klassmässigt neutral, men kom genom en del av sina medlemmar att bli mer eller mindre knuten till partierna Højre (numera Det Konservative Folkeparti) och Venstre, eftersom de önskade ett starkt försvar och att säkra ekonomiskt stöd till det militära. Föreningen kom till och med att stötta kandidater till Rigsdagen från de två nämnda partierna. Inom de övriga partierna, speciellt Det Radikale Venstre, existerade det starka antimilitaristiska och/eller nedrustningsinriktade krafter vilket utgjorde ett hot mot den linje som DKF drev. 
Föreningen kom även att fungera som ett mobiliseringsforum för konservativt sinnade kvinnor och redan år 1912 hade lokala föreningar upprättats i större delen av landet. I DKF fanns en falang som önskade att inrikta föreningen till ett nationellt arbete med fokus på Sønderjyllands/Slesvigs återförening med Danmark. År 1921 ombildades DKF till Danske Kvinders Slesvigske Forening.

## Ordförande
- Helga Charlotte Norrie (1907–1915)
- Agnes Slott-Møller (1915–1917)
- Kirsten Langkilde (1917–1919)
- Julie Ramsing (1919–1921)

## Framträdande medlemmar
- Mathilde Malling Hauschultz
- Gerda Mundt
- Wilhelmine Rerup
- Ellen la Cour Overgaard